# José Balta
José Balta y Montero (Lima, 1814 — Lima, 22 de julho de 1872) foi um soldado e político peruano que serviu como 43º Presidente do Peru de 1868 a 1872. Era filho de John Balta Bru e Agustina Montero Casafranca.
Em 1865, auxiliou Mariano Ignácio Prado na tomada da presidência e atuou em sua administração. Em 1867, ele, por sua vez, derrubou Prado. Como presidente, ele restabeleceu a regra constitucional e empreendeu vastos projetos de melhoria nacional. Ele concedeu o monopólio da exportação de guano a uma empresa francesa e obteve grandes empréstimos na Europa, mas os gastos pródigos de sua administração afundaram o Peru em dívidas. Balta foi deposto e baleado por um membro descontente de seu próprio gabinete, o ministro da Defesa, Tomás Gutiérrez, durante sua tentativa de golpe de estado subsequente.

## Início da carreira
José Balta y Montero abraçou a carreira militar desde cedo. Com apenas 16 anos ingressou no Colégio Militar em 1830, onde se formou três anos depois com o posto de sargento. Aos 38 anos, já tinha o posto de coronel. Em 1855, juntou-se à causa de Luis José de Orbegoso (1834), de Felipe Santiago Salaverry (1835) e da Restauração (1838 a 1839).
Em 1865, juntou-se à rebelião de Pedro Diez Canseco e Mariano Ignacio Prado contra o presidente Juan Antonio Pezet. Ele participou da Batalha de 2 de maio, mas no ano seguinte se destacou entre os adversários do presidente Prado, que o exilou no Chile.
José Balta voltou ao Peru em 1867 e liderou um movimento contra o Prado em Chiclayo, que teve eco em Arequipa, onde se levantou com o general Pedro Diez Canseco. Ambos se recusaram a jurar sob a nova Constituição de 1860, que foi proclamada em vigor.
Mariano Ignacio Prado, então viajou para o sul para reprimir a rebelião, mas sob pressão tanto de Balta quanto de Diez-Canseco, e exercida pelo Congresso de Lima, foi forçado a renunciar. A presidência interina caiu pela terceira vez e no geral o veterano Pedro Diez Canseco tornou-se presidente.
Antes do primeiro mês de seu mandato, em 6 de fevereiro, Diez Canseco convocou eleições presidenciais, nas quais Balta fez campanha ativamente. Nesse concurso obteve 3168 votos, contra 384 de Manuel Costas e 153 do seu principal rival, Manuel Toribio Ureta, que representava os Liberais. Balta usou a faixa presidencial em 2 de agosto de 1868.

## Presidência da República
Sob sua administração, Balta começou a abrir o país ao capital estrangeiro. Nicolás de Piérola, o Ministro das Finanças nomeado, tentou resolver a crise financeira que sufocava o Peru entregando o que viria a ser a exploração do Guano à empresa franco-judia Dreyfus. Isso o colocou em desacordo com a oligarquia local.
O dinheiro do acordo foi usado para construção de ferrovias e outros projetos. Este foi um dos principais legados do governo Balta. No ano de 1861, o Peru tinha apenas um sistema ferroviário de 90 milhas, mas em 1874, tornou-se um sistema de 947 milhas. Ao mesmo tempo, além das ferrovias, diversos projetos importantes foram realizados: novos píeres nas costas, grandes avenidas em Lima e novas pontes no litoral.
No entanto, não tendo dinheiro suficiente para pagar os empreiteiros pela construção da ferrovia, o governo começou a pedir a Dreyfus adiantamentos nas receitas do guano, o que levou a um grande aumento da já enorme dívida. O presidente José Balta, diante da crise econômica, nomeou Nicolás de Piérola, político conservador e democrata, ministro da Fazenda em 1868. Piérola pediu autorização ao Congresso para negociar diretamente (sem remessa) a venda de guano no exterior em volume que fazia fronteira com o dois milhões de toneladas métricas. A casa judaica francesa "Dreyfus Hnos" aceitou a proposta.
O contrato entre o governo peruano e a casa Dreyfus foi assinado em 17 de agosto de 1869 e aprovado pelo Congresso em 11 de novembro de 1870. O contrato foi adiante apesar dos protestos dos capitalistas ou consignatários peruanos.
Em 1879, o sistema ferroviário tinha 1 963 milhas de trilhos.

## Eleições e assassinato
Em 1871, com eleições muito apertadas, circularam rumores de que Juan Francisco Balta, irmão do chefe de estado e na época primeiro-ministro, se candidataria à presidência. Porém, a conselho de Nicolás de Piérola, isso não aconteceu. Balta, portanto, decidiu apoiar a candidatura do ex-presidente José Rufino Echenique, mas ele também recusou a indicação. Por fim, o terceiro candidato, Antonio Arenas, foi quem recebeu todo o apoio de Balta.

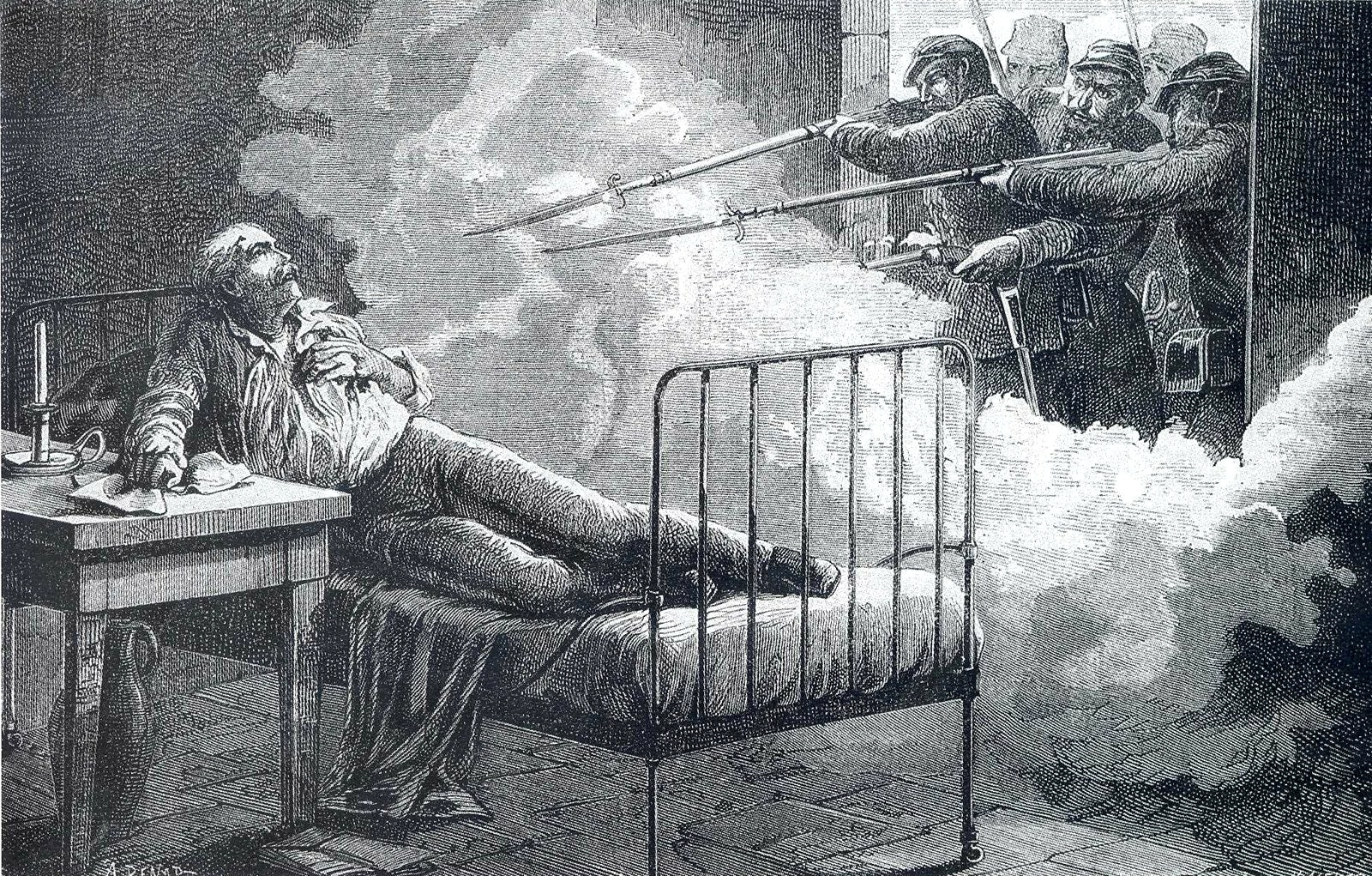
Gravura contemporânea

Os candidatos foram Manuel Toribio Ureta Arenas, que voltou a candidatar-se, e Manuel Pardo y Lavalle, então Procurador Supremo. A campanha deste último foi avassaladora e, em 1872, foi estabelecido como o primeiro presidente civil da história da República do Peru.
Embora José Balta tenha sido tentado a permanecer no poder pelos irmãos Gutierrez, um dos quais era Ministro da Guerra, ele acabou se recusando a fazê-lo, uma situação rara na história do Peru. Naquele ano, 1872, 22 de julho, Tomas Gutierrez, o então ministro, foi proclamado Chefe Supremo da República.
Nesse mesmo dia, o presidente Balta foi feito prisioneiro quando foi se encontrar com Miguel Grau Seminario e Aurelio Garcia y Garcia, os dois oficiais navais de maior patente da época. Por meio da mediação desses dois grandes militares, a Marinha não apoiou a rebelião de Tomas Gutierrez e não reconheceu seu governo.
Da mesma forma, a população de Lima discordou e um dos irmãos conspiradores, Silvestre Gutierrez, morreu em 22 de julho de 1872 em uma das muitas escaramuças na capital. Em retaliação pela morte do irmão, o presidente Tomás Gutierrez deu ordem para matar José Balta y Montero; ele foi baleado em sua cama. Isso levou alguns dias depois à derrubada e linchamento de Gutierrez. 
Na eleição presidencial de 1990 , seu bisneto Nicolás de Piérola Balta (também sobrinho bisneto do presidente Nicolás de Piérola) foi um candidato.

## Trabalho e legado
1. Em 1869 ele fundou a Escola de Agricultura.
2. Ancón fundada e província constitucional de Tarapacá.
3. Construção do cais de embarque em Callao.
4. Construção da Lima-Callao e Lima-Huacho.
5. Salaverry Port Trust.
6. Construção do "Palácio da Exposição", atualmente Museu de Arte.
7. Fundou o bairro de La Victoria.
8. Ele construiu a Catedral de San Marcos de Arica e o escritório da mesma cidade (hoje Chile).